# Hélder Gomes Cancela
Hélder Gomes Cancela, Arrancada do Vouga (Valongo do Vouga), 1967, é um escritor e ensaísta português. Venceu o Grande Prémio de Romance e Novela APE/IPLB com a obra As Pessoas do Drama, em 2018.Foi finalista do Grande Prémio de Romance e Novela APE/IPLB com os romances Impunidade (2014) e A Noite das Barricadas (2020). 

## Biografia
Hélder Gomes Cancela nasceu em 1967. Estudou filosofia na Faculdade de Letras da Universidade de Coimbra, onde fez o doutoramento, em filosofia contemporânea com a tese Relativismo Axiológico e Arte Contemporânea. Desde 2000, é professor da Faculdade de Belas-Artes da Universidade do Porto, onde é responsável pelo departamento de Ciências da Arte e do Design. É ainda investigador no i2ADS - Instituto de Investigação em Arte Design e Sociedade.

## Obras publicadas
- Anunciação - 1999
- Novembro - Edições Afrontamento, 2003
- Relativismo Axiológico e Arte Contemporânea: Critérios de Receção Crítica das Obras de Arte - Edições Afrontamento, 2004
- De Re Rvstica - Edições Afrontamento, 2011
- O Exercício da Violência. A Arte enquanto Tempo - Companhia das Ilhas, 2014
- Impunidade - Relógio D'Água, 2014
- As pessoas do drama - Relógio D'Água, 2017
- A Terra de Naumãn - Relógio D'Água, 2018
- A Humanidade dos Monstros: Representação e Anamorfose - Relógio D'Água, 2020
- A Noite das Barricadas - Relógio D'Água, 2020